# Cratere Strauss
Strauss è un cratere sulla superficie di Mercurio.